# Pehr Bergstedt

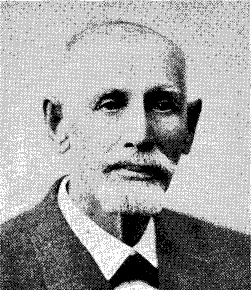
Pehr Bergstedt

Pehr Bergstedt, ursprungligen Pehrsson, född 11 oktober 1848 i Axbergs socken i Örebro län, död 8 augusti 1924 i Stockholm, var en svensk ingenjör, bokhållare och verkmästare vid ljusfabriken Firma Lars Montén i Stockholm och Bromma.
Han var även ägare till Ålstens gård i Bromma och kommunalpolitiker. Han var medlem av kommunalnämnden i Bromma 1879, landstingsman, ordförande i kommunalnämnden, kassör i kyrko- och skolråd, kyrkovärd och direktör i fattigvårdsstyrelsen. Han var ledamot av Stockholms stadsfullmäktige.

## Familjeförhållanden
Pehr Bergstedt var son till bonden Pehr Carlson (1803-1874), född och död i Hässelby, Axberg, och Christina Stina Larsdotter (född 1811 i Ervalla). Fadern var bonde i Nävesta i Örebro län. Pehr Bergstedt var bror till Carl Bergstedt (1833-1918), som gifte sig med Karolina (Lina) Kihlmark (1842-1892) efter att hans första hustru Anna Olofsdotter avlidit 1863.
Pehr Bergstedt gifte sig 1879 med Linas yngre halvsyster Agneta Kihlmark (1859-1904), som var dotter till Per Kihlmark i hans äktenskap med Maria Elisabeth Strömberg. Deras fem barn, alla födda i Bromma, var Nanny (1880-1952), Albrekt (1883-1957), Gerda (1885-1964), Tyra (1887-1966) och Kerstin. Kerstin förblev ogift, Albrekt gifte sig men fick inga barn.
De båda bröderna Pehr Bergstedt och Carl Bergstedt och deras kusin Eric Bergstedt var systersonsöner till Lars Montén. De kom till storstaden och arbetade i familjefirman, som blev framgångsrik.
Bröderna Carl och Pehr gifte sig med var sin syster Kihlmark. Carl Bergstedt bodde elegant i Monténska huset på Sankt Paulsgatan 29 i Stockholm. Pehr Bergstedt köpte Ålstens gård i Bromma, som han ägde fram till början av 1920-talet.

## Verkmästare vid Firma Lars Montén

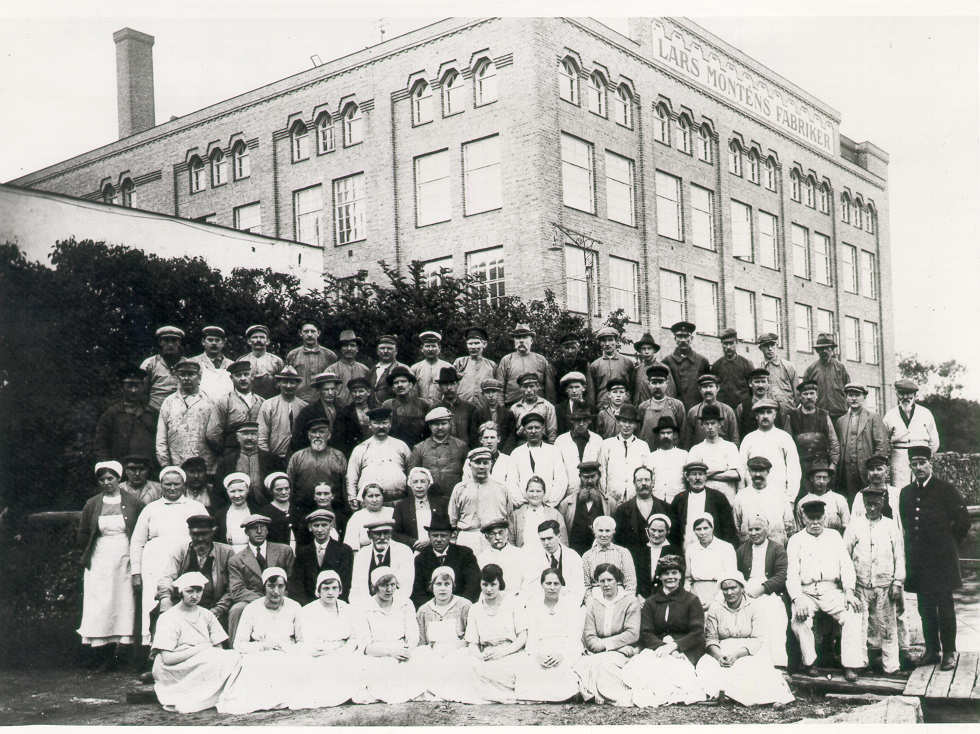
Lars Monténs Fabriker, Clara Tekniska Fabrik, vid Alvik i Bromma. Gruppfoto av personalen från 1920.

1870 var Pehr Bergstedt "fabriksarbetare" och senare arbetsledare vid Lars Monténs fabrik i Alvik i Bromma. Därefter avancerade han till verkmästare vid fabriken och slutligen till bokhållare för att ta hand om den administrativa bokföringen eller ansvara för register och lagerhållning. En dotterdotter till Pehr Bergstedt, Ulla Backman, som var dotter till Tyra Bergstedt, berättar: "Morfar kom vandrande till Stockholm från Axberg och började som trädgårdsdräng på Alvikens Gård i Bromma." Fabriken liksom diverse fastigheter i Stockholm ärvdes av Pehr Bergstedts bror Carl Bergstedt och hans kusin Eric Bergstedt samt av deras kusins, Thekla Amalia Rosengrens, son Carl Rosengrén. Familjen innehade Clara Ljusfabrik Firma Lars Montén i Bromma till fram år 1927.
1879 hade Pehr Bergstedt gift sig med sin svägerskas yngre halvsyster Agneta Kihlmark och de fick fem barn. De bosatte sig i en lägenhet inom fabriken, men hade Ålstens gård i Bromma som sommarnöje.

## Köp av Ålstens gård i Bromma

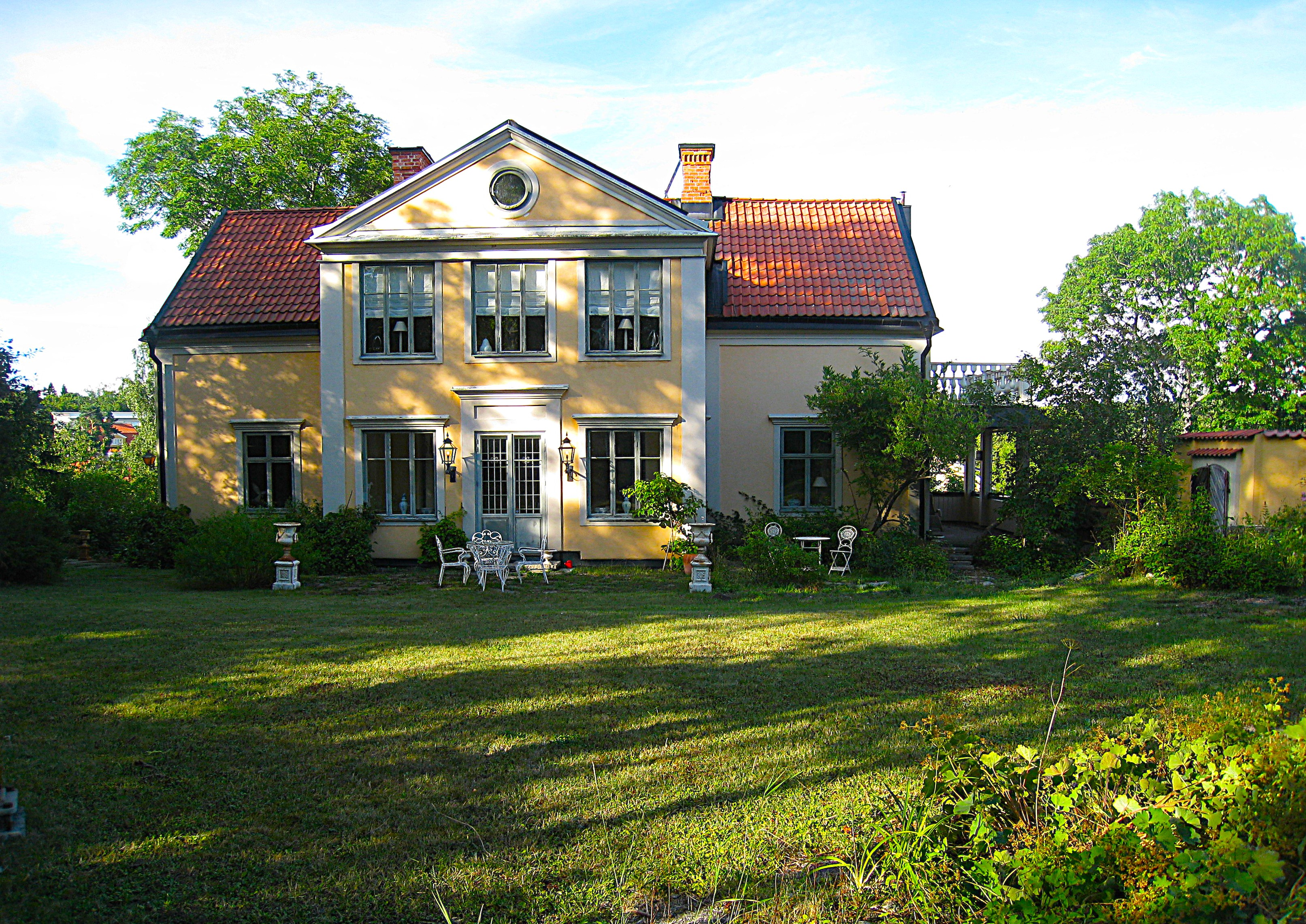
Ålstens gård, 2013.

1892 var Pehr Bergstedt "ingenjör vid Monténs fabriker i Alvik". Han köpte Ålstens gård, som han ägde åren 1892-1905. År 1905 sålde han gården till Stockholms stad. Då styckades markerna för tomträtter. Pehr Bergstedt bodde sommartid i huvudbyggnaden till 1916. I övrigt var gården utarrenderad.

## Kommunalpolitiker
1879 var Pehr Bergstedt medlem i kommunalnämnden i Bromma, senare landstingsman, ordförande i kommunalnämnden, kassör i kyrko- och skolråd, kyrkovärd och direktör i fattigvårdsstyrelsen. Han var ledamot av Stockholms stadsfullmäktige.
Pehr Bergstedt var starkt kommunalt engagerad och blev även stor pamp i Bromma kommun. 24/2 1917 fanns en artikel med foto i SvD med rubriken "Brommakungen Bergstedt. En liten intervju inför Stadsfullmäktigevalen." Texten fortsätter: "När Brommaborna i år för första gången deltaga i stadsfullmäktigevalen, väcker det ingen förvåning att de moderata, på en af de säkra kandidatplatserna, placerat församlingens verklige regent under en lång följd af år, ingenjören Pehr Bergstedt. Ingen gör honom rangen stridig såsom det allmännas främste representant inom det inkorporerade stadsområdet och sällsynt är den popularitet han åtnjuter i alla läger och partier."
Pehr Bergstedt hade en värdefull fotosamling över det gamla Bromma. 1923 flyttade Bergstedt till sitt sommarställe vid Ekolsund. Han avled 1924 på Serafimerlasarettet i Stockholm efter en tids sjukdom.